# فیزیک هسته‌ای
فیزیک هسته‌ای (به انگلیسی: Nuclear physics) بخشی از علم فیزیک است، که به بررسی خواص و ویژگی‌های هسته‌ها (هستهٔ اتم‌ها) می‌پردازد. از جمله این خواص می‌توان به خواص استاتیکی هسته‌ها مانند گشتاورهای مغناطیسی و الکتریکی، انرژی‌های بستگی و همچنین خواص دینامیکی هسته‌ها مانند، مدهای واپاشی و خواص رادیو اکتیویتهٔ هسته‌ها اشاره نمود.
این شاخه از علم، پایه بسیاری از علوم جدید از جمله فیزیک ذرات بنیادی و مهندسی هسته‌ای می‌باشد. به‌طور کلی این شاخه از دانش دارای ۳۰۰ زمینه علمی تحقیقاتی و حدود ۱۵۰ زمینه تولید فناوری‌های کاربردی است.
بایستی بین فیزیک اتمی و فیزیک هسته‌ای تفاوت قائل شد. فیزیک اتمی به بررسی ساختار اتم می‌پردازد و بیشتر اوقات می‌کوشد تا به آرایش الکترون‌ها پی ببرد و راهبردهای استفاده از الکترون به هر  مانند تعیین نیمه عمر و … هستند که مخصوص فیزیکدانان هسته ای است. با این همه، اکثریت فیزیک اتمی و هسته ای را یکی قلمداد میکنند.